# Biserica de lemn „Sfântul Ioan Evanghelistul” din Clocușna
Biserica de lemn „Sf. Ioan Evanghelistul” este o biserică amplasată în Clocușna, raionul Ocnița, Republica Moldova. Este un monument arhitectural de importanță națională inclus în Registrul monumentelor Republicii Moldova ocrotite de stat cu nr. 1696 (raionul Ocnița). Datează din 1893.